# Regnbågsflaggan

Prideflaggan

Regnbågsflaggan är en flerfärgad flagga bestående av regnbågens färger. Vilka färger som används skiljer sig åt mellan olika versioner, men inkluderar ofta rött, orange, gult, grönt, blått, indigo och violett.
Flera av varandra oberoende regnbågsflaggor används idag. Den mest kända är prideflaggan. Men regnbågsflaggan är också en symbol för fredsrörelsen, den internationella kooperativa rörelsen, arvet från Inkariket, och mycket mer.

## Prideflaggan

Progress Pride-flaggan

Prideflaggan är en populär symbol i HBTQ-rörelsen. Den står för stolthet och mångfald, homosexuella, bisexuella och transpersoner, respekt för medmänniskor och tolerans.
Flaggan skapades i USA på 1970-talet av Gilbert Baker, uppmuntrad av Harvey Milk. Fram till dess användes ofta den rosa triangeln som en symbol för HBTQ-rörelsen, men de båda ville ha en ny symbol, skapad av den egna rörelsen och befriad från minnet av förintelsen. Baker sa själv att "Vi behövde någonting vackert. Någonting från oss". Första gången flaggan visades offentligt var på San Francisco Pride 1978. Sedan dess har flaggan använts i prideparader över hela världen, bland annat på den årliga Prideparaden i Stockholm.
Ursprungligen hade regnbågsflaggan åtta färger: rosa, röd, orange, gul, grön, turkos/indigo, blå, och violett. Men både indigo och rosa togs bort tidigt. Med tiden har flera variationer av flaggan gjorts. 2018 skapade designern Daniel Quasar den så kallade Progress Pride-flaggan, där bland annat transfärgerna bakades in, för att göra flaggan mer inkluderande.
Det finns också en samisk prideflagga.

## Fredsflaggan

Fredsflaggan

Regnbågsflaggan används som en symbol för fred - första gången 1961 i en fredsmarsch i Italien. Flaggan inspirerades av liknande flerfärgade flaggor i demonstrationer mot kärnvapen.
Den vanligaste varianten har sju färger - lila, blå, azurblå, grönt, gult, orange och rött - med det italienska ordet PACE, ("fred") tryckt i fet stil ovanpå regnbågen. En version av flaggan hade istället en duva av Pablo Picasso.

## Kooperativa flaggan
Internationella kooperativa alliansen använde mellan 1921 och 2001 en regnbågsflagga som officiell symbol.

## Wiphala - Andernas regnbågsflagga

Wiphala

En wiphala (Quechua-uttal: [wɪˈpʰala], spanska: [(ɡ)wiˈpa.la]) är en kvadratisk flagga med ett mönster bestående av 49 små kvadrater i regnbågens färger. Den används vanligen som symbol för att representera Andernas urbefolkning, det vill säga vissa folkgrupper i dagens Peru, Bolivia, Chile, Ecuador och nordvästra Argentina och södra Colombia. Bland andra Aymarafolket har Wiphalan som symbol.
Färgen på den längsta diagonala linjen (sju rutor) skiljer sig åt på lokala flaggor, beroende på vilken av inkarikets ursprungliga fyra regioner som flaggan representerar: vit för regionen Qullasuyu, gul för regionen Kuntisuyu, röd för regionen Chinchaysuyu och grön för regionen Antisuyu.
Sedan 2009 är Wiphalan (tillsammans med den trefärgade nationalflaggan) en av Bolivias nationella flaggor.

## Cuscos regnbågsflagga
Regnbågsflaggan är officiell symbol för staden Cusco i Peru. När spanjorerna invaderade Cusco 1534 såg de regnbågsliknande avbildningar, och regnbågsflaggan associeras idag med Inkariket, där Cusco var huvudstad.
Att regnbågsflaggan skulle ha varit en symbol för det antika Inkariket är dock kontroversiellt och bestrids av historiker.

## Internationella Buddhistflaggan

Internationella buddhistflaggan.

I Sri Lanka skapades 1885 en regnbågsflagga som skulle representera Buddhism. År 1950 antogs den av World Fellowships of Buddhist som den internationella buddhistflaggan.
Buddhistflaggan har sex färger, blå, gul, röd, vit, orange, samt "en för ögat osynlig" blandning av de övriga färgerna.

## Republiken Armenien

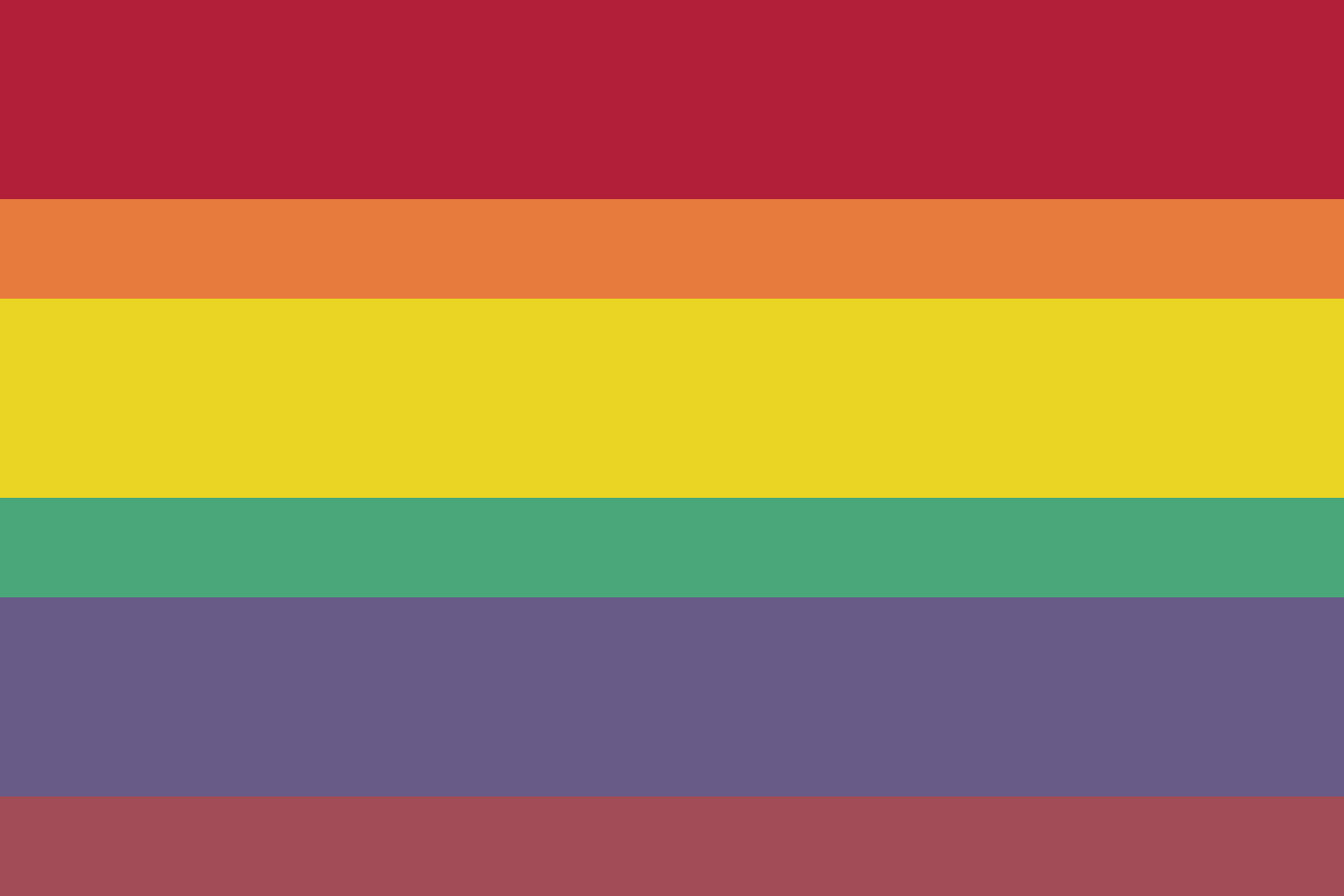
Martiros Saryans förslag till Armeniens flagga.

En regnbågsflagga föreslogs inför Första armeniska republikens självständighet efter första världskriget. Flaggan skapades av den armeniske konstnären Martiros Sarjan, men valdes bort till förmån för en flagga med tre färger.
Saryan använde nedtonade, rikare färger i flaggans regnbåge, för att spegla armeniska tyger och mattor.

## Övrigt

Flaggan för judiska autonoma länet

Judiska autonoma länet i Ryssland har sedan 1996 en regnbåge i sin flagga. Varje färg i flaggan representerar ett ljus i en Menora.
Den tyska teologen Thomas Müntzer använde sig av regnbågen som symbol. Och under Tyska bondekriget under 1500-talet användes regnbågsflaggan som symbol för hopp och social förändring.
Den indiske filosofen Meher Baba skapade den 23 april 1924 en regnbågsflagga, i vilken sju färger symboliserar sju nivåer av medvetande. Flaggan hissas i Meherabad varje år den 31 januari, på årsdagen av Babas död.